# يانغ جياو
يانغ جياو (بالصينية: 杨娇) مواليد 7 سبتمبر 1994، هي لاعبة كرة يد صينية تلعب كظهير أيسر. مثلت منتخب الصين لكرة اليد للسيدات.

## سجل المنافسة
شاركت في البطولات التالية:
- بطولة العالم لكرة اليد للسيدات 2013
- بطولة العالم لكرة اليد للسيدات 2015